# ويليام كينغستون
ويليام كينغستون (12 أغسطس 1874 - 17 فبراير 1956)  (بالإنجليزية: William Kingston)‏ هو لاعب كريكت بريطاني (وحمل سابقاً جنسية المملكة المتحدة لبريطانيا العظمى وأيرلندا).